# Ligue des champions masculine de l'EHF 2009-2010
Navigation
Ligue des champions 2008-2009 Ligue des champions 2010-2011
La saison 2009-2010 de la Ligue des champions masculine de l'EHF  est la 50e édition de la compétition, anciennement Coupe d'Europe des clubs champions. Organisée par l’EHF, elle met aux prises 32 équipes européennes.
Pour la première fois, la compétition se clôt avec une finale à quatre, disputée dans la Lanxess Arena de Cologne les 29 et 30 mai 2010. Le THW Kiel remporte son deuxième titre aux dépens du FC Barcelone et succède ainsi au BM Ciudad Real.

## Présentation

### Formule
Cinq équipes se sont qualifiées par le biais de tournois qualificatifs au début du mois de septembre et ont rejoint les 19 déjà qualifiées en fonction du classement de leur pays réalisé à partir des performances des années précédentes. Les 24 équipes ont été réparties dans quatre groupes de six, où elles disputeront un championnat à 10 journées. Les quatre premiers de chaque groupe seront qualifiés pour des huitièmes de finale en match aller et retour, dont les vainqueurs s’affronteront dans des quarts de finale, également en aller-retour. La nouveauté de cette édition est l’introduction d’une phase finale à quatre équipes : les deux demi-finales et la finale se dérouleront sur un seul match lors d’un même week-end les 29 et 30 mai 2010 à la Lanxess Arena (ex-Köln Arena) de Cologne.

### Participants
Un total de 36 équipes provenant de 24 fédérations membres de l'EHF participent à la Ligue des champions 2009‑2010 : 
- 19 équipes sont directement qualifiées pour la phase de groupes ;
- 13 équipes doivent passer par l'un des 4 tournois de qualifications (4 places pour la phase de groupes) ;
- 4 équipes ont été retenues pour participer un Tournoi Wild-Card (1 place pour la phase de groupes) ;
- 7 équipes ont renoncé à leur place qualificative.

| Rang                   | Championnat  | Place(s) | Équipe(s)              | Statut | Répartition                |
| ---------------------- | ------------ | -------- | ---------------------- | ------ | -------------------------- |
| 1                      | Allemagne    | 3        | THW Kiel               | 1er    | Phase de groupes           |
| 1                      | Allemagne    | 3        | HSV Hambourg           | 2e     | Phase de groupes           |
| 1                      | Allemagne    | 3        | Rhein-Neckar Löwen     | 3e     | Phase de groupes           |
| 1                      | Allemagne    | WC       | TBV Lemgo              | 4e     | Tournoi Wild-Card          |
| 2                      | Espagne      | 3        | BM Ciudad Real         | 1er    | Phase de groupes           |
| 2                      | Espagne      | 3        | FC Barcelone           | 2e     | Phase de groupes           |
| 2                      | Espagne      | 3        | BM Valladolid          | 3e     | Phase de groupes           |
| 2                      | Espagne      | WC       | CB Ademar León         | 4e     | Tournoi Wild-Card          |
| 3                      | Danemark     | 2        | Kolding IF Håndbold    | 1er    | Phase de groupes           |
| 3                      | Danemark     | 2        | FC Copenhague          | 2e     | Phase de groupes           |
| 4                      | Hongrie      | 2        | MKB Veszprém KC        | 1er    | Phase de groupes           |
| 4                      | Hongrie      | 2        | SC Pick Szeged         | 2e     | Phase de groupes           |
| 5                      | France       | 2        | Montpellier AHB        | 1er    | Phase de groupes           |
| 5                      | France       | 2        | Chambéry Savoie HB     | 2e     | Phase de groupes           |
| 6                      | Russie       | 2        | Medvedi Tchekhov       | 1er    | Phase de groupes           |
| 6                      | Russie       | 2        | Kaustik Volgograd      | 2e     | Non retenu, en C2          |
| 7                      | Slovénie     | 1        | RK Gorenje Velenje     | 1er    | Phase de groupes           |
| 7                      | Slovénie     | WC       | RK Celje               | 2e     | Tournoi Wild-Card          |
| 8                      | Suisse       | 1        | ZMC Amicitia Zurich    | 1er    | Phase de groupes           |
| 8                      | Suisse       | WC       | Kadetten Schaffhouse   | 2e     | Tournoi Wild-Card          |
| 9                      | Roumanie     | 1        | HCM Constanța          | 1er    | Phase de groupes           |
| 10                     | Croatie      | 1        | RK Zagreb              | 1er    | Phase de groupes           |
| 11                     | Ukraine      | 1        | ZTR Zaporijjia         | 1er    | Tournois de qualifications |
| 12                     | Pologne      | 1        | KS Kielce              | 1er    | Tournois de qualifications |
| 13                     | Bosnie-Herz. | 1        | RK Bosna Sarajevo      | 1er    | Phase de groupes           |
| 14                     | Suède        | 1        | Alingsås HK            | 1er    | Phase de groupes           |
| 15                     | Portugal     | 1        | FC Porto               | 1er    | Tournois de qualifications |
| 16                     | Norvège      | 1        | Fyllingen Håndball     | 1er    | Tournois de qualifications |
| 17                     | Macédoine    | 1        | RK Vardar Skopje       | 1er    | Tournois de qualifications |
| 18                     | Autriche     | 1        | A1 Bregenz             | 1er    | Tournois de qualifications |
| 19                     | Slovaquie    | 1        | HT Tatran Prešov       | 1er    | Tournois de qualifications |
| 20                     | Italie       | 1        | Handball Casarano      | 1er    | Non retenu                 |
| 21                     | Serbie       | 1        | RK Partizan Belgrade   | 1er    | Tournois de qualifications |
| 22                     | Turquie      | 1        | Beşiktaş JK            | 1er    | Tournois de qualifications |
| 23                     | Grèce        | 1        | PAOK Salonique         | 1er    | Tournois de qualifications |
| 24                     | Islande      | 1        | Haukar Hafnarfjörður   | 1er    | Non retenu                 |
| 25                     | Biélorussie  | 1        | HC Dinamo Minsk        | 1er    | Tournois de qualifications |
| 26                     | Estonie      | 1        | HC Kehra               | 1er    | Non retenu                 |
| 27                     | Monténégro   | 1        | RK Budućnost Podgorica | 1er    | Tournois de qualifications |
| 28                     | Rép. tchèque | 1        | HC Baník Karviná       | 1er    | Non retenu                 |
| 29                     | Lituanie     | 1        | Granitas Kaunas-Karys  | 1er    | Non retenu                 |
| 30                     | Belgique     | 1        | United HC Tongeren     | 1er    | Non retenu                 |
| 31                     | Chypre       | 1        | SPE Strovolos Nicosie  | 1er    | Tournois de qualifications |
| 32 à 45 : aucune place |              |          |                        |        |                            |

## Phase de qualification
- Qualification pour la phase de groupe
- Éliminé

### Tournoi de Wild Card
Ce tournoi est organisé du 4 au 6 septembre 2010 à León (Espagne). Il oppose le TBV Lemgo, quatrième du championnat d'Allemagne, le CB Ademar León, quatrième du Championnat d'Espagne, le RK Celje, deuxième du Championnat de Slovénie et le Kadetten Schaffhouse, deuxième du championnat de Suisse.
|   | Équipe               | Pts | J | G | N | P | Bp | Bc | Diff |
| - | -------------------- | --- | - | - | - | - | -- | -- | ---- |
| 1 | CB Ademar León       | 5   | 3 | 2 | 1 | 0 | 84 | 73 | 11   |
| 2 | Kadetten Schaffhouse | 5   | 3 | 2 | 1 | 0 | 88 | 83 | 5    |
| 3 | RK Celje             | 2   | 3 | 1 | 0 | 2 | 80 | 84 | -4   |
| 4 | TBV Lemgo            | 0   | 3 | 0 | 0 | 3 | 77 | 89 | -12  |

| Date        | Équipe 1             | Score | Équipe 2             |
| ----------- | -------------------- | ----- | -------------------- |
| 4 septembre | CB Ademar León       | 26-25 | RK Celje             |
| 4 septembre | TBV Lemgo            | 29-30 | Kadetten Schaffhouse |
| 5 septembre | Kadetten Schaffhouse | 27-27 | CB Ademar León       |
| 5 septembre | RK Celje             | 28-27 | TBV Lemgo            |
| 6 septembre | RK Celje             | 27-31 | Kadetten Schaffhouse |
| 6 septembre | CB Ademar León       | 31-21 | TBV Lemgo            |

### Tournois de qualifications
Dans ces groupes de qualifications, treize équipes championnes de leurs pays respectifs sont réparties en deux groupes de quatre et tentent de gagner l'une des deux places qualificatives mises en jeu.
Contrairement à la phase de groupe où les équipes jouent deux fois l'une contre l'autre, les équipes engagées jouent juste une fois l'une contre l'autre dans la ville d'un des clubs de ce même groupe.
Groupe 1
Les matchs du groupe 1 sont organisés par le RK Vardar Skopje, en Macédoine.
|   | Équipe                 | Pts | J | G | N | P | Bp  | Bc | Diff |
| - | ---------------------- | --- | - | - | - | - | --- | -- | ---- |
| 1 | RK Vardar Skopje       | 6   | 3 | 3 | 0 | 0 | 102 | 82 | 20   |
| 2 | HC Dinamo Minsk        | 4   | 3 | 2 | 0 | 1 | 91  | 86 | 5    |
| 3 | RK Budućnost Podgorica | 2   | 3 | 1 | 0 | 2 | 86  | 98 | -12  |
| 4 | Beşiktaş JK            | 0   | 3 | 0 | 0 | 3 | 83  | 96 | -13  |

| Date        | Équipe 1               | Score | Équipe 2               |
| ----------- | ---------------------- | ----- | ---------------------- |
| 4 septembre | HC Dinamo Minsk        | 35-27 | RK Budućnost Podgorica |
| 4 septembre | RK Vardar Skopje       | 33-30 | Beşiktaş JK            |
| 5 septembre | Beşiktaş JK            | 25-32 | HC Dinamo Minsk        |
| 5 septembre | RK Budućnost Podgorica | 28-35 | RK Vardar Skopje       |
| 6 septembre | RK Vardar Skopje       | 34-24 | HC Dinamo Minsk        |
| 6 septembre | Beşiktaş JK            | 28-31 | RK Budućnost Podgorica |

Groupe 2
Les matchs du groupe 2 sont organisés par le A1 Bregenz, en Autriche.
|   | Équipe               | Pts | J | G | N | P | Bp | Bc | Diff |
| - | -------------------- | --- | - | - | - | - | -- | -- | ---- |
| 1 | Fyllingen Håndball   | 3   | 2 | 1 | 1 | 0 | 63 | 59 | 4    |
| 2 | A1 Bregenz           | 2   | 2 | 1 | 0 | 1 | 64 | 55 | 9    |
| 3 | RK Partizan Belgrade | 1   | 2 | 0 | 1 | 1 | 48 | 61 | -13  |

| Date        | Équipe 1             | Score | Équipe 2             |
| ----------- | -------------------- | ----- | -------------------- |
| 4 septembre | RK Partizan Belgrade | 28-28 | Fyllingen Håndball   |
| 5 septembre | A1 Bregenz           | 33-20 | RK Partizan Belgrade |
| 6 septembre | Fyllingen Håndball   | 35-31 | A1 Bregenz           |

Groupe 3
Les matchs du groupe 2 sont organisés par le PAOK Salonique, en Grèce.
|   | Équipe                | Pts | J | G | N | P | Bp | Bc | Diff |
| - | --------------------- | --- | - | - | - | - | -- | -- | ---- |
| 1 | PAOK Salonique        | 3   | 2 | 2 | 1 | 0 | 62 | 59 | 3    |
| 2 | ZTR Zaporijia         | 3   | 2 | 2 | 1 | 0 | 56 | 53 | 3    |
| 3 | SPE Strovolos Nicosie | 0   | 2 | 0 | 0 | 2 | 52 | 58 | -6   |

| Date        | Équipe 1              | Score | Équipe 2              |
| ----------- | --------------------- | ----- | --------------------- |
| 4 septembre | PAOK Salonique        | 32-29 | SPE Strovolos Nicosie |
| 5 septembre | SPE Strovolos Nicosie | 23-26 | ZTR Zaporijia         |
| 6 septembre | ZTR Zaporijia         | 30-30 | PAOK Salonique        |

Groupe 4
Les matchs du groupe 2 sont organisés par le KS Vive Targi Kielce, en Pologne.
|   | Équipe               | Pts | J | G | N | P | Bp | Bc | Diff |
| - | -------------------- | --- | - | - | - | - | -- | -- | ---- |
| 1 | KS Vive Targi Kielce | 4   | 2 | 2 | 0 | 0 | 70 | 54 | 16   |
| 2 | HT Tatran Prešov     | 2   | 2 | 1 | 0 | 1 | 64 | 68 | -4   |
| 3 | FC Porto Vitalis     | 0   | 2 | 0 | 0 | 2 | 53 | 65 | -12  |

| Date        | Équipe 1             | Score | Équipe 2             |
| ----------- | -------------------- | ----- | -------------------- |
| 4 septembre | KS Vive Targi Kielce | 32-23 | FC Porto Vitalis     |
| 5 septembre | FC Porto Vitalis     | 30-33 | HT Tatran Prešov     |
| 6 septembre | HT Tatran Prešov     | 31-38 | KS Vive Targi Kielce |

## Phase de groupes
Le tirage au sort a eu lieu le 18 juin 2009 à Vienne, en Autriche :

### Composition des chapeaux
| Chapeau 1        | Chapeau 2           | Chapeau 3      | Chapeau 4          | Chapeau 5           | Chapeau 6            |
| ---------------- | ------------------- | -------------- | ------------------ | ------------------- | -------------------- |
| THW Kiel         | RK CO Zagreb        | FC Barcelone   | FC Copenhague      | RK Bosna Sarajevo   | RK Vardar Skopje     |
| BM Ciudad Real   | Kolding IF Håndbold | Chambéry HB    | BM Valladolid      | HCM Constanța       | PAOK Salonique       |
| MKB Veszprém KC  | Montpellier HB      | HSV Hambourg   | Rhein-Neckar Löwen | ZMC Amicitia Zürich | Fyllingen Håndball   |
| Medvedi Tchekhov | RK Gorenje Velenje  | SC Pick Szeged | CB Ademar León     | Alingsås HK         | KS Vive Targi Kielce |

### Résultats

#### Légende
| Légende pour le classement - Qualification pour les huitièmes de finale - Éliminé | Légende pour les scores - Équipe à domicile victorieuse - Match nul - Équipe à l'extérieur victorieuse |

#### Groupe A
|   | Équipe           | Pts | J  | G | N | P | Bp  | Bc  | Diff |  | Résultats (dom.\ext.) |       |       |       |       |       |       |
| - | ---------------- | --- | -- | - | - | - | --- | --- | ---- |  | --------------------- | ----- | ----- | ----- | ----- | ----- | ----- |
| 1 | Montpellier AHB  | 17  | 10 | 8 | 1 | 1 | 330 | 259 | 71   |  | Montpellier AHB       |       | 33-28 | 30-30 | 37-24 | 30-23 | 46-20 |
| 2 | Medvedi Tchekhov | 14  | 10 | 6 | 2 | 2 | 344 | 282 | 62   |  | Medvedi Tchekhov      | 28-28 |       | 36-24 | 37-32 | 39-30 | 37-25 |
| 3 | BM Valladolid    | 12  | 10 | 4 | 4 | 2 | 301 | 279 | 22   |  | BM Valladolid         | 21-26 | 34-34 |       | 26-26 | 35-35 | 38-19 |
| 4 | HCM Constanța    | 9   | 10 | 4 | 1 | 5 | 285 | 301 | -16  |  | HCM Constanța         | 37-33 | 22-28 | 23-26 |       | 32-30 | 34-23 |
| 5 | SC Pick Szeged   | 6   | 10 | 2 | 2 | 6 | 287 | 307 | -20  |  | SC Pick Szeged        | 26-33 | 32-32 | 23-30 | 35-25 |       | 27-24 |
| 6 | PAOK Salonique   | 2   | 10 | 1 | 0 | 9 | 236 | 355 | -119 |  | PAOK Salonique        | 23-34 | 22-46 | 27-37 | 26-30 | 27-26 |       |

#### Groupe B
|   | Équipe               | Pts | J  | G | N | P | Bp  | Bc  | Diff |  | Résultats (dom.\ext.) |       |       |       |       |       |       |
| - | -------------------- | --- | -- | - | - | - | --- | --- | ---- |  | --------------------- | ----- | ----- | ----- | ----- | ----- | ----- |
| 1 | MKB Veszprém KC      | 18  | 10 | 9 | 0 | 1 | 305 | 252 | 53   |  | MKB Veszprém KC       |       | 34-30 | 33-26 | 30-25 | 31-26 | 35-18 |
| 2 | Rhein-Neckar Löwen   | 16  | 10 | 7 | 2 | 1 | 325 | 286 | 39   |  | Rhein-Neckar Löwen    | 32-29 |       | 29-29 | 33-30 | 31-31 | 30-24 |
| 3 | KS Vive Targi Kielce | 9   | 10 | 4 | 1 | 5 | 291 | 287 | 4    |  | KS Vive Targi Kielce  | 29-32 | 32-30 |       | 23-21 | 31-22 | 34-30 |
| 4 | RK Gorenje Velenje   | 7   | 10 | 3 | 1 | 6 | 281 | 298 | -17  |  | RK Gorenje Velenje    | 27-28 | 29-37 | 36-35 |       | 28-24 | 30-29 |
| 5 | Chambéry Savoie HB   | 5   | 10 | 2 | 1 | 7 | 248 | 282 | -34  |  | Chambéry Savoie HB    | 19-29 | 24-29 | 24-31 | 28-24 |       | 27-24 |
| 6 | RK Bosna Sarajevo    | 5   | 10 | 2 | 1 | 7 | 249 | 294 | -45  |  | RK Bosna Sarajevo     | 20-24 | 24-39 | 25-21 | 31-31 | 24-29 |       |

#### Groupe C
|   | Équipe             | Pts | J  | G  | N | P  | Bp  | Bc  | Diff |  | Résultats (dom.\ext.) |       |       |       |       |       |       |
| - | ------------------ | --- | -- | -- | - | -- | --- | --- | ---- |  | --------------------- | ----- | ----- | ----- | ----- | ----- | ----- |
| 1 | BM Ciudad Real     | 20  | 10 | 10 | 0 | 0  | 321 | 241 | 80   |  | BM Ciudad Real        |       | 30-28 | 32-27 | 34-22 | 28-24 | 40-24 |
| 2 | HSV Hambourg       | 16  | 10 | 8  | 0 | 2  | 346 | 259 | 87   |  | HSV Hambourg          | 26-32 |       | 35-26 | 33-25 | 35-25 | 37-21 |
| 3 | RK CO Zagreb       | 12  | 10 | 6  | 0 | 4  | 292 | 266 | 26   |  | RK CO Zagreb          | 24-27 | 29-33 |       | 31-22 | 30-21 | 35-23 |
| 4 | FC Copenhague      | 8   | 10 | 4  | 0 | 6  | 276 | 281 | -5   |  | FC Copenhague         | 25-33 | 27-34 | 28-29 |       | 31-26 | 35-21 |
| 5 | Alingsås HK        | 4   | 10 | 2  | 0 | 8  | 251 | 302 | -51  |  | Alingsås HK           | 24-26 | 27-37 | 23-32 | 21-33 |       | 32-24 |
| 6 | Fyllingen Håndball | 0   | 10 | 0  | 0 | 10 | 214 | 351 | -137 |  | Fyllingen Håndball    | 17-39 | 17-48 | 22-29 | 19-28 | 26-28 |       |

#### Groupe D
|   | Équipe              | Pts | J  | G | N | P | Bp  | Bc  | Diff |  | Résultats (dom.\ext.) |       |       |       |       |       |       |
| - | ------------------- | --- | -- | - | - | - | --- | --- | ---- |  | --------------------- | ----- | ----- | ----- | ----- | ----- | ----- |
| 1 | THW Kiel            | 17  | 10 | 8 | 1 | 1 | 347 | 271 | 76   |  | THW Kiel              |       | 30-32 | 35-32 | 38-23 | 39-23 | 42-24 |
| 2 | FC Barcelone        | 17  | 10 | 8 | 1 | 1 | 341 | 279 | 62   |  | FC Barcelone          | 27-30 |       | 28-22 | 46-36 | 35-28 | 37-26 |
| 3 | CB Ademar León      | 11  | 10 | 5 | 1 | 4 | 291 | 293 | -2   |  | Ademar León           | 30-35 | 27-37 |       | 30-30 | 37-28 | 30-28 |
| 4 | Kolding IF Håndbold | 11  | 10 | 4 | 3 | 3 | 287 | 288 | -1   |  | Kolding IF Håndbold   | 31-31 | 25-25 | 21-22 |       | 28-21 | 35-27 |
| 5 | RK Vardar Skopje    | 3   | 10 | 1 | 1 | 8 | 253 | 316 | -63  |  | RK Vardar Skopje      | 23-23 | 28-35 | 23-31 | 25-32 |       | 22-22 |
| 6 | ZMC Amicitia Zürich | 1   | 10 | 0 | 1 | 9 | 254 | 326 | -72  |  | ZMC Amicitia Zürich   | 26-34 | 27-39 | 27-30 | 23-26 | 24-31 |       |

## Phase finale
| \| Kiel Montpellier Tchekhov Ciudad Real Barcelone Valladolid Veszprém Rhein-Neckar Hambourg Kolding Constanța Kielce Velenje Zagreb Copenhague León \| Localisation des équipes en phase finale. |
| Kiel Montpellier Tchekhov Ciudad Real Barcelone Valladolid Veszprém Rhein-Neckar Hambourg Kolding Constanța Kielce Velenje Zagreb Copenhague León                                                 |

### Qualification et tirage au sort
Les quatre premiers, les quatre deuxièmes, les quatre troisièmes ainsi que les quatre quatrièmes de chaque groupe participent à la phase finale, qui débute par les huitièmes de finale. Les équipes se trouvant dans le Chapeau 1 tomberont face aux équipes du Chapeau 4 et les équipes se trouvant dans le Chapeau 2 tomberont face aux équipes du Chapeau 3. À noter que les équipes se trouvant dans les Chapeaux 2 et 4 reçoivent pour le match aller.

### Huitièmes de finale

#### Composition des chapeaux
Les chapeaux sont réalisés simplement en prenant le classement des seize équipes dans leur groupe respectif.
Le tirage au sort a lieu le 9 mars 2010 à Vienne, en Autriche.
| Chapeau 1       | Chapeau 2          | Chapeau 3            | Chapeau 4           |
| --------------- | ------------------ | -------------------- | ------------------- |
| Montpellier AHB | Medvedi Tchekhov   | BM Valladolid        | HCM Constanța       |
| MKB Veszprém KC | Rhein-Neckar Löwen | KS Vive Targi Kielce | RK Gorenje Velenje  |
| BM Ciudad Real  | HSV Hambourg       | RK CO Zagreb         | FC Copenhague       |
| THW Kiel        | FC Barcelone       | CB Ademar León       | Kolding IF Håndbold |

#### Résultats
|           | Équipe 1             | Équipe 2           | Aller        | Retour         | Total   |
| --------- | -------------------- | ------------------ | ------------ | -------------- | ------- |
| Tableau A | Kolding IF Håndbold  | Montpellier AHB    | 27 mars 2010 | 3 avril 2010   | 49 – 54 |
| Tableau A | Kolding IF Håndbold  | Montpellier AHB    | 26 – 26      | 23 – 28        | 49 – 54 |
| Tableau A | RK Gorenje Velenje   | BM Ciudad Real     | 28 mars 2010 | 3 avril 2010   | 54 – 67 |
| Tableau A | RK Gorenje Velenje   | BM Ciudad Real     | 23 – 31      | 31 – 36        | 54 – 67 |
| Tableau A | FC Copenhague        | THW Kiel           | 28 mars 2010 | 4 avril 2010   | 54 – 62 |
| Tableau A | FC Copenhague        | THW Kiel           | 31 – 33      | 23 – 29        | 54 – 62 |
| Tableau A | HCM Constanța        | MKB Veszprém KC    | 28 mars 2010 | 3 avril 2010   | 49 – 54 |
| Tableau A | HCM Constanța        | MKB Veszprém KC    | 23 – 27      | 26 – 27        | 49 – 54 |
| Tableau B | RK CO Zagreb         | FC Barcelone       | 27 mars 2010 | 3 avril 2010   | 59 – 69 |
| Tableau B | RK CO Zagreb         | FC Barcelone       | 26 – 33      | 33 – 36        | 59 – 69 |
| Tableau B | KS Vive Targi Kielce | HSV Hambourg       | 27 mars 2010 | 3 avril 2010   | 54 – 57 |
| Tableau B | KS Vive Targi Kielce | HSV Hambourg       | 24 – 30      | 30 – 27        | 54 – 57 |
| Tableau B | BM Valladolid        | Rhein-Neckar Löwen | 27 mars 2010 | 4 avril 2010   | 62 – 67 |
| Tableau B | BM Valladolid        | Rhein-Neckar Löwen | 29 – 30      | 33 – 37        | 62 – 67 |
| Tableau B | CB Ademar León       | Medvedi Tchekhov   | 28 mars 2010 | 1er avril 2010 | 61 – 66 |
| Tableau B | CB Ademar León       | Medvedi Tchekhov   | 36 – 37      | 25 – 29        | 61 – 66 |

### Quarts de finale
Le tirage au sort aura lieu le 4 avril 2011 à Vienne.
| Chapeau 1       | Chapeau 2          |
| --------------- | ------------------ |
| Montpellier AHB | FC Barcelone       |
| BM Ciudad Real  | HSV Hambourg       |
| THW Kiel        | Rhein-Neckar Löwen |
| MKB Veszprém KC | Medvedi Tchekhov   |

#### Résultats
| Équipe 1           | Équipe 2        | Aller         | Retour           | Total      |
| ------------------ | --------------- | ------------- | ---------------- | ---------- |
| HSV Hambourg       | BM Ciudad Real  | 20 avril 2014 | 26 avril 2014    | 53 – 57    |
| HSV Hambourg       | BM Ciudad Real  | 26 - 22       | 27 - 35          | 53 – 57    |
| Rhein-Neckar Löwen | THW Kiel        | 21 avril 2014 | 26 avril 2014    | 58 - 60    |
| Rhein-Neckar Löwen | THW Kiel        | 28 - 29       | 30 - 31          | 58 - 60    |
| Medvedi Tchekhov   | Montpellier AHB | 19 avril 2014 | 27 avril 2014    | 64 - 63tab |
| Medvedi Tchekhov   | Montpellier AHB | 32 – 27       | 27 – 32 5 – 4tab | 64 - 63tab |
| FC Barcelone       | MKB Veszprém KC | 19 avril 2014 | 26 avril 2014    | 67 – 60    |
| FC Barcelone       | MKB Veszprém KC | 33 - 27       | 34 – 33          | 67 – 60    |

### Final Four
Le Final Four a lieu à la Lanxess Arena de Cologne en Allemagne les 29 et 30 mai 2010. À l'issue des deux demi-finales, un match pour la troisième place oppose les deux perdants et les vainqueurs s'affrontent en finale pour succéder au BM Ciudad Real, vainqueur de la compétition la saison précédente.
|  | Demi-finales     | Demi-finales |                        |    | Finale | Finale |
|  | Demi-finales     | Demi-finales |                        |    | Finale | Finale |
|  |                  |              |                        |    |        |        |
|  |                  |              |                        |    |        |        |
|  |                  |              |                        |    |        |        |
|  | BM Ciudad Real   | 27           |                        |    |        |        |
|  | BM Ciudad Real   | 27           |                        |    |        |        |
|  | THW Kiel         | 29           |                        |    |        |        |
|  | THW Kiel         | 29           | THW Kiel               | 34 |        |        |
|  |                  |              | THW Kiel               | 34 |        |        |
|  |                  | FC Barcelone | 27                     |    |        |        |
|  | Medvedi Tchekhov | FC Barcelone | 27                     | 27 |        |        |
|  | Medvedi Tchekhov |              |                        | 27 |        |        |
|  | FC Barcelone     | 34           |                        |    |        |        |
|  | FC Barcelone     | 34           | Match pour la 3e place |    |        |        |
|  |                  |              |                        |    |        |        |
|  |                  |              |                        |    |        |        |
|  |                  |              |                        |    |        |        |
|  | Medvedi Tchekhov | 28           |                        |    |        |        |
|  | Medvedi Tchekhov | 28           |                        |    |        |        |
|  | BM Ciudad Real   | 36           |                        |    |        |        |
|  | BM Ciudad Real   | 36           |                        |    |        |        |

#### Demi-finales
| 29 mai 2010 15h30 | Medvedi Tchekhov   | 27 - 34   | FC Barcelone    | Lanxess Arena, Cologne Affluence : 18 679 Arbitrage : Rickard Canbro et Mikael Claesson |
| 29 mai 2010 15h30 | Vassili Filippov 7 | (11 - 17) | Juanín García 8 | Lanxess Arena, Cologne Affluence : 18 679 Arbitrage : Rickard Canbro et Mikael Claesson |
| 29 mai 2010 15h30 | Rapport            |           |                 | Lanxess Arena, Cologne Affluence : 18 679 Arbitrage : Rickard Canbro et Mikael Claesson |

- Medvedi Tchekhov : Oleg Grams, Ievgueni Boudko (de) – Vassili Filippov (7), Mikhaïl Tchipourine (5), Timour Dibirov (5), Alexeï Kamanine   (2), Dimitri Kovalev (2), Sergueï Chelmenko  (2), Andreï Starykh (2), Vitali Ivanov (1), Alexeï Rastvortsev (1), Samuel Aslanyan, Alexandre Tchernoïvanov , Daniel Chichkarev Oleg Skopintsev, Oleg Sotov.
- FC Barcelone : Danijel Šarić, David Barrufet – Juanín García  (8), Jesper Nøddesbo (5), Siarhei Rutenka (4), Rubén Garabaya  (3), László Nagy (3), Daniel Sarmiento (3), Mikkel Hansen (2), Konstantine Igropoulo   (2), Víctor Tomás (2), Albert Rocas (1), Iker Romero (1), Joachim Boldsen, Magnus Jernemyr , Marco Oneto .

| 29 mai 2010 18h00 | BM Ciudad Real  | 27 - 29   | THW Kiel          | Lanxess Arena, Cologne Affluence : 18 679 Arbitrage : Sorin-Laurentiu Dinu et Constantin Din |
| 29 mai 2010 18h00 | Jonas Källman 6 | (15 - 12) | Jicha, Sprenger 6 | Lanxess Arena, Cologne Affluence : 18 679 Arbitrage : Sorin-Laurentiu Dinu et Constantin Din |
| 29 mai 2010 18h00 | Rapport         |           |                   | Lanxess Arena, Cologne Affluence : 18 679 Arbitrage : Sorin-Laurentiu Dinu et Constantin Din |

- BM Ciudad Real : Arpad Šterbik, José Javier Hombrados – Jonas Källman  (6), Jérôme Fernandez  (5), Julen Aguinagalde (3), Petar Metličić (3), Luc Abalo  (2), Alberto Entrerríos (2), Eric Gull (2), Chema Rodríguez (2), Joan Cañellas  (1), Roberto García Parrondo (1), David Davis, Didier Dinart  , Egor Evdokimov, Viran Morros.
- THW Kiel : Thierry Omeyer, Peter Gentzel, Andreas Palicka – Filip Jícha    (6), Christian Sprenger  (6), Marcus Ahlm (5), Christian Zeitz  (4), Daniel Narcisse (3), Momir Ilić  (2), Dominik Klein   (2), Aron Pálmarsson (1), Børge Lund  , Igor Anic, Henrik Lundström, Tobias Reichmann.

#### Match pour la3eplace
| 30 mai 2010 15h30 | Medvedi Tchekhov       | 28 - 36   | BM Ciudad Real                          | Lanxess Arena, Cologne Affluence : 19 374 Arbitrage : Matija Gubica et Boris Milošević |
| 30 mai 2010 15h30 | Tchipourine, Dibirov 6 | (15 - 19) | Aguinagalde, R. Entrerríos, Fernandez 7 | Lanxess Arena, Cologne Affluence : 19 374 Arbitrage : Matija Gubica et Boris Milošević |
| 30 mai 2010 15h30 | Rapport                |           |                                         | Lanxess Arena, Cologne Affluence : 19 374 Arbitrage : Matija Gubica et Boris Milošević |

- Medvedi Tchekhov : Oleg Grams, Ievgueni Boudko (de) – Mikhaïl Tchipourine (6), Timour Dibirov  (6), Samuel Aslanyan (5), Vitali Ivanov (4), Vassili Filippov  (2), Andreï Starych  (2), Dimitri Kovalev (handball) (1), Alexeï Rastvortsev    (1), Daniel Chichkarev (1), Sergueï Chelmenko, Alexandre Tchernoïvanov, Alexeï Kamanine , Oleg Skopintsev, Oleg Sotov.
- BM Ciudad Real : Arpad Šterbik, José Javier Hombrados – Julen Aguinagalde (7), Alberto Entrerríos (7), Jérôme Fernandez (7), Luc Abalo (4), Jonas Källman  (4), Joan Cañellas (3), Petar Metličić  (2), Didier Dinart   (1), Viran Morros (1), Roberto García Parrondo, David Davis , Chema Rodríguez, Egor Evdokimov, Eric Gull.

#### Finale
| 30 mai 2010 18h00 | FC Barcelone     | 34 - 36   | THW Kiel       | Lanxess Arena, Cologne Affluence : 19 374 Arbitrage : Per Olesen et Lars Ejby Pedersen |
| 30 mai 2010 18h00 | Juanín García 13 | (20 - 17) | Filip Jícha 11 | Lanxess Arena, Cologne Affluence : 19 374 Arbitrage : Per Olesen et Lars Ejby Pedersen |
| 30 mai 2010 18h00 | ×3               | Rapport   | ×2             | Lanxess Arena, Cologne Affluence : 19 374 Arbitrage : Per Olesen et Lars Ejby Pedersen |

- FC Barcelone : Danijel Šarić, David Barrufet – Juanín García (13), Jesper Nøddesbo (6), Siarhei Rutenka (4), Víctor Tomás (4), Iker Romero (2), Rubén Garabaya  (1), Mikkel Hansen (1), Konstantine Igropoulo (1), László Nagy   (1), Daniel Sarmiento (1), Albert Rocas, Joachim Boldsen , Magnus Jernemyr  , Marco Oneto.
- THW Kiel : Thierry Omeyer, Peter Gentzel, Andreas Palicka – Filip Jícha  (11), Christian Zeitz   (6), Dominik Klein (5), Daniel Narcisse (4), Henrik Lundström (3), Igor Anic (2), Christian Sprenger (2), Marcus Ahlm  (1), Momir Ilić (1), Børge Lund  (1), Kim Andersson, Aron Pálmarsson, Tobias Reichmann.

## Le champion d'Europe
| Champion d'Europe - Ligue des Champions 2009-2010 THW Kiel 2e titre |

L'effectif du THW Kiel était, :

## Statistiques

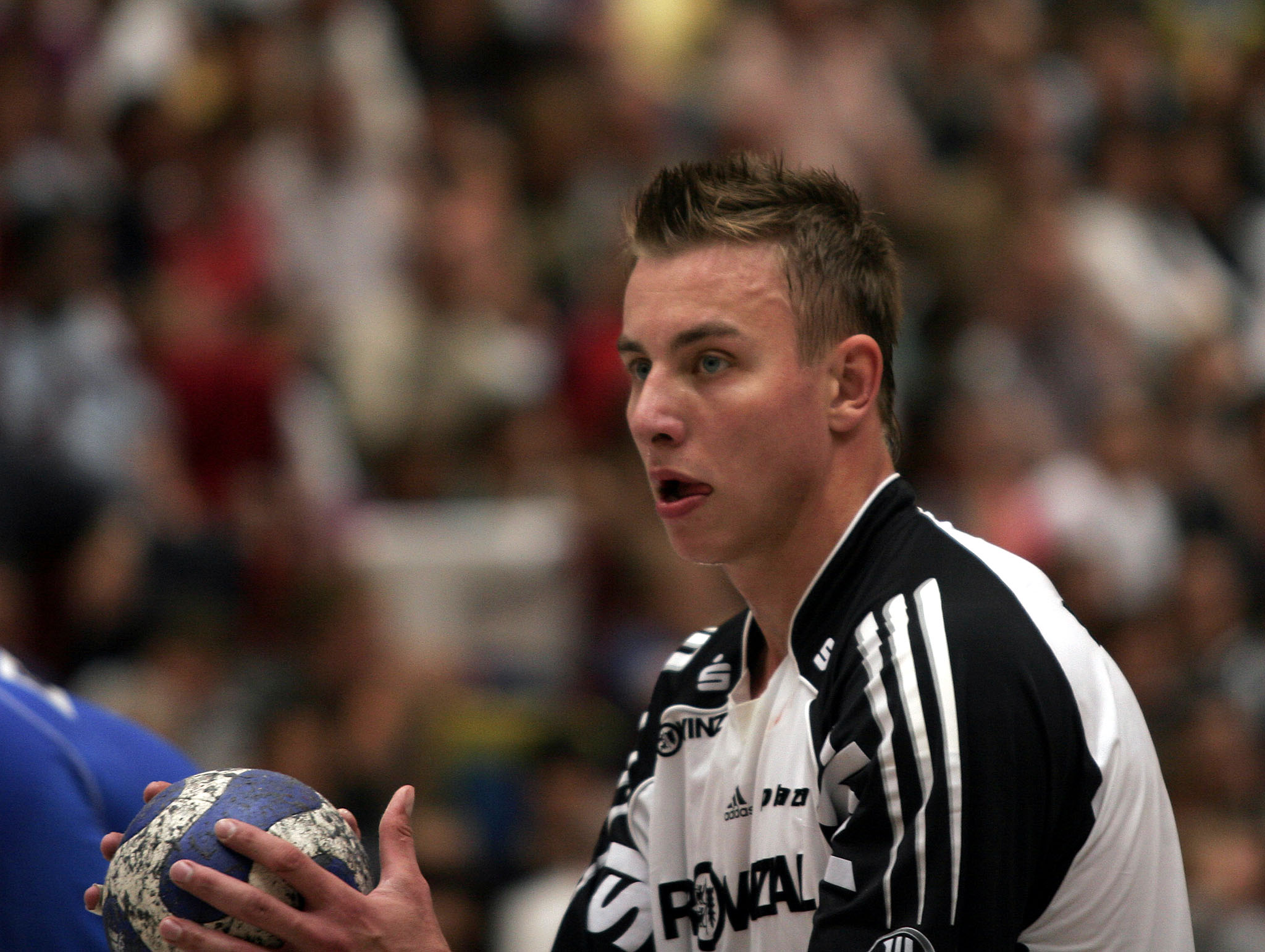
Filip Jícha, meilleur buteur de la compétition

| Rang | Joueur             | Club             | Buts | Matchs | Moy. |
| ---- | ------------------ | ---------------- | ---- | ------ | ---- |
| 1    | Filip Jícha        | THW Kiel         | 119  | 15     | 7,9  |
| 2    | Juanín García      | FC Barcelone     | 97   | 16     | 6,1  |
| 3    | Laurențiu Toma     | HCM Constanța    | 90   | 12     | 7,5  |
| 4    | Kiril Lazarov      | RK Zagreb        | 83   | 12     | 6,9  |
| 5    | Hans Lindberg      | HSV Hambourg     | 82   | 14     | 5,9  |
| 6    | Rastko Stojković   | KS Kielce        | 80   | 12     | 6,7  |
| 7    | Víctor Tomás       | FC Barcelone     | 77   | 15     | 5,1  |
| 8    | Vid Kavtičnik      | Montpellier AHB  | 76   | 12     | 6,4  |
| 9    | Gergő Iváncsik     | MKB Veszprém KC  | 71   | 14     | 5,1  |
| 9    | Vassili Filippov   | Medvedi Tchekhov | 71   | 16     | 4,4  |
| 9    | Alexeï Rastvortsev | Medvedi Tchekhov | 71   | 16     | 4,4  |